# Série de championnat de la Ligue nationale de baseball 1998
La Série de championnat de la Ligue nationale de baseball 1998 était la série finale de la Ligue nationale de baseball, dont l'issue a déterminé le représentant de cette ligue à la Série mondiale 1998, la grande finale des Ligues majeures.
Cette série quatre de sept a débuté le mercredi 7 octobre 1998 et s'est terminée le mercredi 14 octobre par une victoire des Padres de San Diego, quatre victoires à deux sur les Braves d'Atlanta. 

## Équipes en présence
Avec 98 victoires contre 64 défaites en saison régulière, les Padres de San Diego connaissent en 1998 la meilleure saison de l'histoire de leur franchise. Champions de la division Ouest avec une confortable avance sur les Giants de San Francisco, ils n'ont néanmoins que le troisième meilleur dossier de la Ligue nationale, derrière les 106 gains des Braves d'Atlanta et les 102 des Astros de Houston. Ils remportent trois parties à zéro la Série de divisions qui les oppose aux Astros au premier tour éliminatoire, pour accéder à la Série de championnat pour la première fois depuis 1984, année de leur seule participation (une défaite) à la Série mondiale.
Les Padres sont menés par le lanceur droitier Kevin Brown, auteur d'une sensationnelle saison à San Diego, la seule qu'il ait joué avec le club. Brown avait remporté la saison d'avant la Série mondiale avec les Marlins de la Floride, avant que ceux-ci l'échangent à San Diego durant la saison morte. En attaque, les Padres comptent sur le vétéran Tony Gwynn, Ken Caminiti et Greg Vaughn. Ce dernier frappa 50 circuits en saison régulière, dans l'ombre de Mark McGwire et Sammy Sosa qui se battent cette année-là pour écliper le record des 61 circuits en une année de Roger Maris.
Atlanta remporte en 1998 le septième d'une série record de 14 championnats de division consécutifs avec ces 106 gains, cinq de plus que la saison précédente et deux de plus que leur précédent record d'équipe, établi en 1993. En Séries de divisions, ils balaient en trois parties consécutives les Cubs de Chicago (90-73 en saison régulière), club qualifié pour les séries éliminatoires comme meilleurs deuxièmes. C'est la septième fois de suite que les Braves atteignent au moins la Série de championnat. Toujours mené par un impressionnant personnel de lanceurs, Atlanta compte sur Greg Maddux, auteur de la meilleure moyenne de points mérités du baseball majeur en 1998, et celui qui gagna cette saison-là le trophée Cy Young du meilleur lanceur, Tom Glavine.

## Déroulement de la série

### Calendrier des rencontres
| Match | Date       | Visiteur            | Hôte                | Score              |
| ----- | ---------- | ------------------- | ------------------- | ------------------ |
| 1     | 7 octobre  | Padres de San Diego | Braves d'Atlanta    | 3 - 2 (10 manches) |
| 2     | 8 octobre  | Padres de San Diego | Braves d'Atlanta    | 3 - 0              |
| 3     | 10 octobre | Braves d'Atlanta    | Padres de San Diego | 1 - 4              |
| 4     | 11 octobre | Braves d'Atlanta    | Padres de San Diego | 8 - 3              |
| 5     | 12 octobre | Braves d'Atlanta    | Padres de San Diego | 7 - 6              |
| 6     | 14 octobre | Padres de San Diego | Braves d'Atlanta    | 5 - 0              |

### Match 1
Mercredi 7 octobre 1998 à Turner Field, Atlanta, Géorgie.
| Padres de San Diego | 0 | 0 | 0 | 0 | 1 | 0 | 0 | 1 | 0 | 1 | 3 | 7 | 0 |
| Braves d'Atlanta | 0 | 0 | 1 | 0 | 0 | 0 | 0 | 0 | 1 | 0 | 2 | 8 | 3 |
| Lanceurs partants : SD : Andy Ashby ATL : John Smoltz Vic. : Trevor Hoffman (1-0) Déf. : Kerry Ligtenberg (0-1) Sauv. : Donne Wall (1) HRs : SD : Ken Caminiti (1) ATL : Andruw Jones (1) |   |   |   |   |   |   |   |   |   |   |   |   |   |

### Match 2
Jeudi 8 octobre 1998 à Turner Field, Atlanta, Géorgie.
| Padres de San Diego                                                                                      | 0 | 0 | 0 | 0 | 0 | 1 | 0 | 0 | 2 | 3 | 11 | 0 |
| Braves d'Atlanta                                                                                         | 0 | 0 | 0 | 0 | 0 | 0 | 0 | 0 | 0 | 0 | 3  | 1 |
| Lanceurs partants : SD : Kevin Brown ATL : Tom Glavine Vic. : Kevin Brown (1-0) Déf. : Tom Glavine (0-1) |   |   |   |   |   |   |   |   |   |   |    |   |

### Match 3
Samedi 10 octobre 1998 au Qualcomm Stadium, San Diego, Californie.
| Braves d'Atlanta | 0 | 0 | 1 | 0 | 0 | 0 | 0 | 0 | 0 | 1 | 8 | 2 |
| Padres de San Diego | 0 | 0 | 0 | 0 | 2 | 0 | 0 | 2 | X | 4 | 7 | 0 |
| Lanceurs partants : ATL : Sterling Hitchcock SD : Greg Maddux Vic. : Sterling Hitchcock (1-0) Déf. : Greg Maddux (0-1) Sauv. : Trevor Hoffman (1) |   |   |   |   |   |   |   |   |   |   |   |   |

### Match 4
Dimanche 11 octobre 1998 au Qualcomm Stadium, San Diego, Californie.
| Braves d'Atlanta | 0 | 0 | 0 | 1 | 0 | 1 | 6 | 0 | 0 | 8 | 12 | 0 |
| Padres de San Diego | 0 | 0 | 2 | 0 | 0 | 1 | 0 | 0 | 0 | 3 | 8  | 0 |
| Lanceurs partants : ATL : Denny Neagle SD : Joey Hamilton Vic. : Dennis Martínez (1-0) Déf. : Joey Hamilton (0-1) HRs : ATL : Javy López (1), Andrés Galarraga (1) SD : Jim Leyritz (1) |   |   |   |   |   |   |   |   |   |   |    |   |

### Match 5
Lundi 12 octobre 1998 au Qualcomm Stadium, San Diego, Californie.
| Braves d'Atlanta | 0 | 0 | 0 | 1 | 0 | 1 | 0 | 5 | 0 | 7 | 14 | 1 |
| Padres de San Diego | 2 | 0 | 0 | 0 | 0 | 2 | 0 | 0 | 2 | 6 | 10 | 1 |
| Lanceurs partants : ATL : John Smoltz SD : Andy Ashby Vic. : John Rocker (1-0) Déf. : Kevin Brown (1-1) Sauv. : Greg Maddux (1) HRs : ATL : Michael Tucker (1) SD : Ken Caminiti (2), John Vander Wal (1), Greg Myers (1) |   |   |   |   |   |   |   |   |   |   |    |   |

### Match 6
Mercredi 14 octobre 1998 à Turner Field, Atlanta, Géorgie.
| Padres de San Diego | 0 | 0 | 0 | 0 | 0 | 5 | 0 | 0 | 0 | 5 | 10 | 0 |
| Braves d'Atlanta | 0 | 0 | 0 | 0 | 0 | 0 | 0 | 0 | 0 | 0 | 2  | 1 |
| Lanceurs partants : SD : Sterling Hitchcock ATL : Tom Glavine Vic. : Sterling Hitchcock (2-0) Déf. : Tom Glavine (0-2) |   |   |   |   |   |   |   |   |   |   |    |   |

## Joueur par excellence

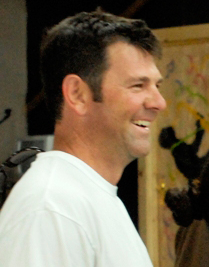
Sterling Hitchcock.

Le lanceur gaucher des Padres de San Diego, Sterling Hitchcock, est nommé joueur par excellence de la Série de championnat 1998 de la Ligue nationale de baseball. Déjà partant de son équipe dans le troisième affrontement contre les Braves, il revient au monticule dans la sixième rencontre et, avec seulement trois jours de repos, il blanchit l'adversaire en cinq manches, retirant huit frappeurs sur des prises. Lanceur gagnant de ces deux matchs, Hitchcock affiche une moyenne de points mérités d'à peine 0,90 au terme de la série, avec seulement un point et cinq coups sûrs alloués. Il compte de plus 14 retraits sur des prises en seulement 10 manches lancées.